# Strictispira
Strictispira é um gênero de gastrópodes pertencente a família Pseudomelatomidae.

## Espécies
- †Strictispira acurugata (Dall, 1890)
- Strictispira coltrorum Tippett, 2006
- Strictispira drangai (Schwengel, 1951)
- Strictispira ericana (Hertlein & A. M. Strong, 1951)
- Strictispira paxillus (Reeve, 1845)
- Strictispira redferni Tippett, 2006
- Strictispira stillmani Shasky, 1971

Espécies trazidas para a sinonímia
- Strictispira solida (C. B. Adams, 1850): sinônimo de Clathrodrillia solida (C. B. Adams, 1850)